# Трофье

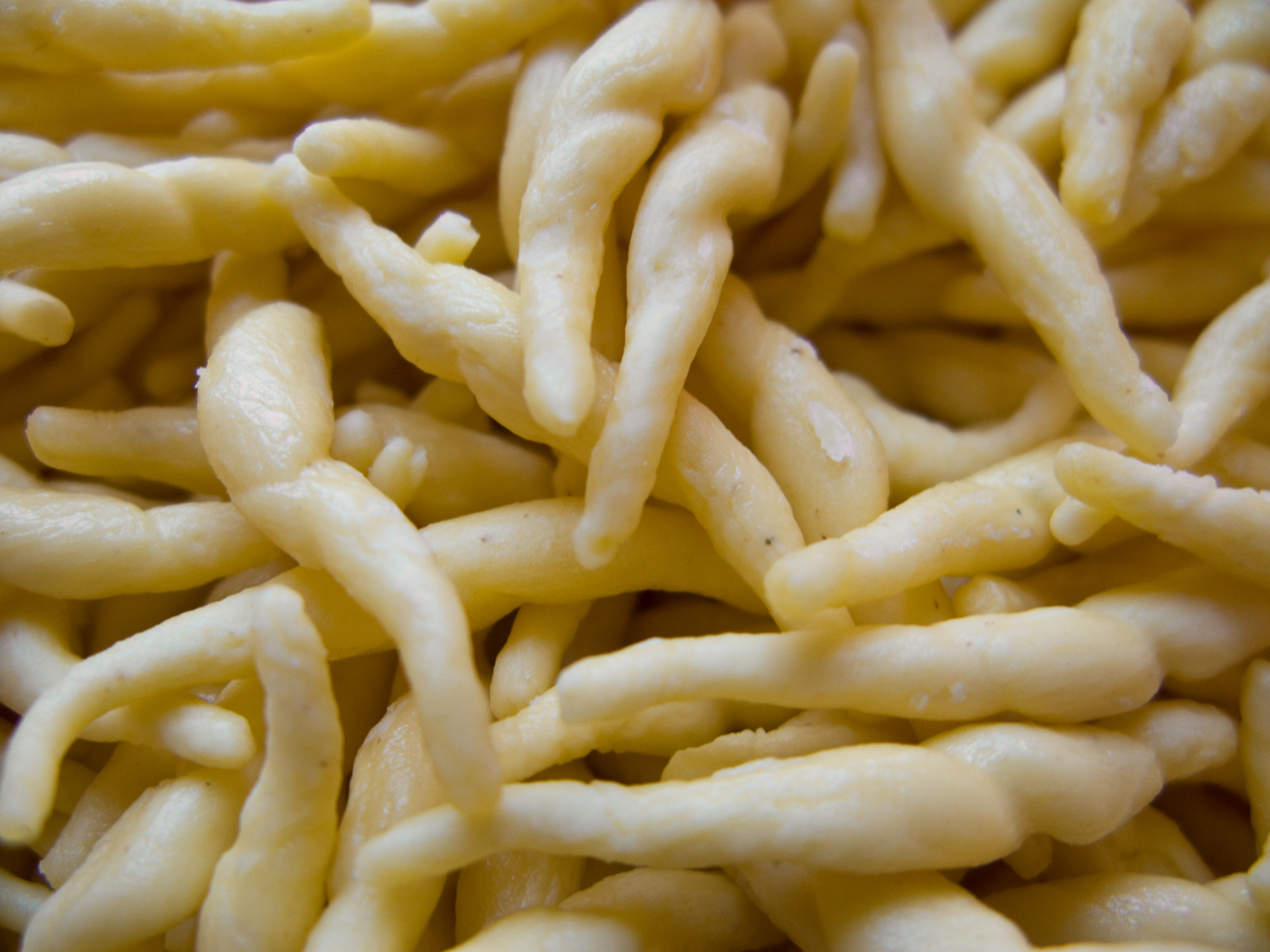
Трофье

Тро́фье (также трофие, трофи; итал. trofie) — разновидность итальянских макаронных изделий.
Родина трофье — Рекко (регион Лигурия). Название, предположительно, происходит от лигурского strufuggiâ («тереть», «натирать») и описывает движения руки при изготовлении «колбасок» из теста. Это небольшие, слегка изогнутые макароны веретенообразной формы. Длина обычно составляет около 3—4 см. Более маленькие трофье называются «трофьетте» (итал. trofiette).
Традиционные трофье готовятся вручную из твёрдых сортов пшеницы, воды и соли, без добавления яйца. Однако в наше время преобладает промышленное производство. Существует также разновидность трофье, называемая trofie bastarde, которая изготавливается из каштановой муки.
Как правило, трофье подаются с соусом песто. Иногда готовятся вместе с фасолью и картофелем. В Трани популярен рецепт трофье с раками.
В некоторых итальянских городах проводятся ежегодные праздники трофье — например, в Сори, Бельфорте-Монферрато, Карентино и Монторо.